# Reu
Reu, Regu eller Ragau (hebreiska: רְעוּ, Re'u "åse") är enligt Gamla Testamentet son till Peleg och far till Serug, och således Abrahams gammelfarfars far. Han var trettiotvå år gammal när Serug föddes och levde till en ålder av 239 år.